# Mark Jelizarow
Mark Timofiejewicz Jelizarow (ros. Марк Тимофе́евич Елиза́ров, ur. 10 marca?/22 marca 1863 we wsi Biestużewka w guberni samarskiej, zm. 10 marca 1919 w Piotrogrodzie) – rosyjski rewolucjonista, bolszewik, ludowy komisarz komunikacji Rosyjskiej Republiki Radzieckiej (1917-1918).

## Życiorys
W latach 1882-1886 studiował na Wydziale Fizyko-Matematycznym Uniwersytetu Petersburskiego, od 1877 pracował w Zarządzie Kolei Moskiewsko-Kurskiej w Moskwie, 1893-1899 w Zarządzie Kolei w Moskwie, 1898 wstąpił do nowo powstałej SDPRR. Od 1899 do marca 1901 kształcił się w moskiewskiej szkole inżynieryjnej, jednak nie ukończył nauki, ponieważ 1 marca 1901 został aresztowany i w październiku 1901 skazany na dwuletnie zesłanie do Syzrania, od marca 1902 pracował w Zarządzie Kolei Syberyjskiej w Tomsku, następnie do grudnia 1903 pracował w Zarządzie Kolei Wschodniochińskiej. Od 1904 do grudnia 1905 był księgowym na kolei w Petersburgu, w grudniu 1905 aresztowany, w lutym 1906 skazany na 3-letnie zesłanie pod nadzór policji do Syzrania, gdzie pracował potem jako dziennikarz w lokalnych gazetach, później pracował w towarzystwach ubezpieczeniowych. 
Od 21 listopada 1917 do 20 stycznia 1918 ludowy komisarz, najpierw ds. kolei, następnie komunikacji Rosyjskiej Republiki Radzieckiej, od 17 kwietnia 1918 główny komisarz ds. ubezpieczenia i walki z ogniem, od 22 stycznia 1919 członek Kolegium Ludowego Komisariatu Handlu i Przemysłu RFSRR. 
Przyjaźnił się z Aleksandrem Ulianowem. Jego żoną była siostra Lenina, Anna Jelizarowa-Uljanowa. Małżeństwo adoptowało syna, Georgija Łozgaczowa, późniejszego pisarza.